# Santuari d'Hermes i Afrodita
El Santuari d'Hermes i Afrodita, també anomenat (Kato) Santuari de Simi (en grec: Ieró sti (Káto) Sými), fou un santuari minoic de l'illa de Creta (Grècia). En l'Antiguitat, s'hi retia culte a Hermes i Afrodita. El jaciment arqueològic del santuari es troba a prop de l'actual poble de Kato Simi.
El nom (Kato) Santuari de Simi, que fa referència al llogaret actual, s'utilitza sobretot per a referir-se a un jaciment minoic, perquè se'n desconeix el nom. La denominació Santuari d'Hermes i Afrodita és útil per a referir-se'n al període antic.

## Història
El Santuari de Kato Simi fou un lloc de culte durant un període molt llarg, des del període minoic (mil·lennis II-III) de l'Antiga Grècia fins al període romà, als anys 200, i és un dels pocs llocs de Creta i de la resta de Grècia on es pot demostrar que un lloc de culte ha sobreviscut intacte des de l'edat del bronze fins a ben entrada l'edat del ferro.

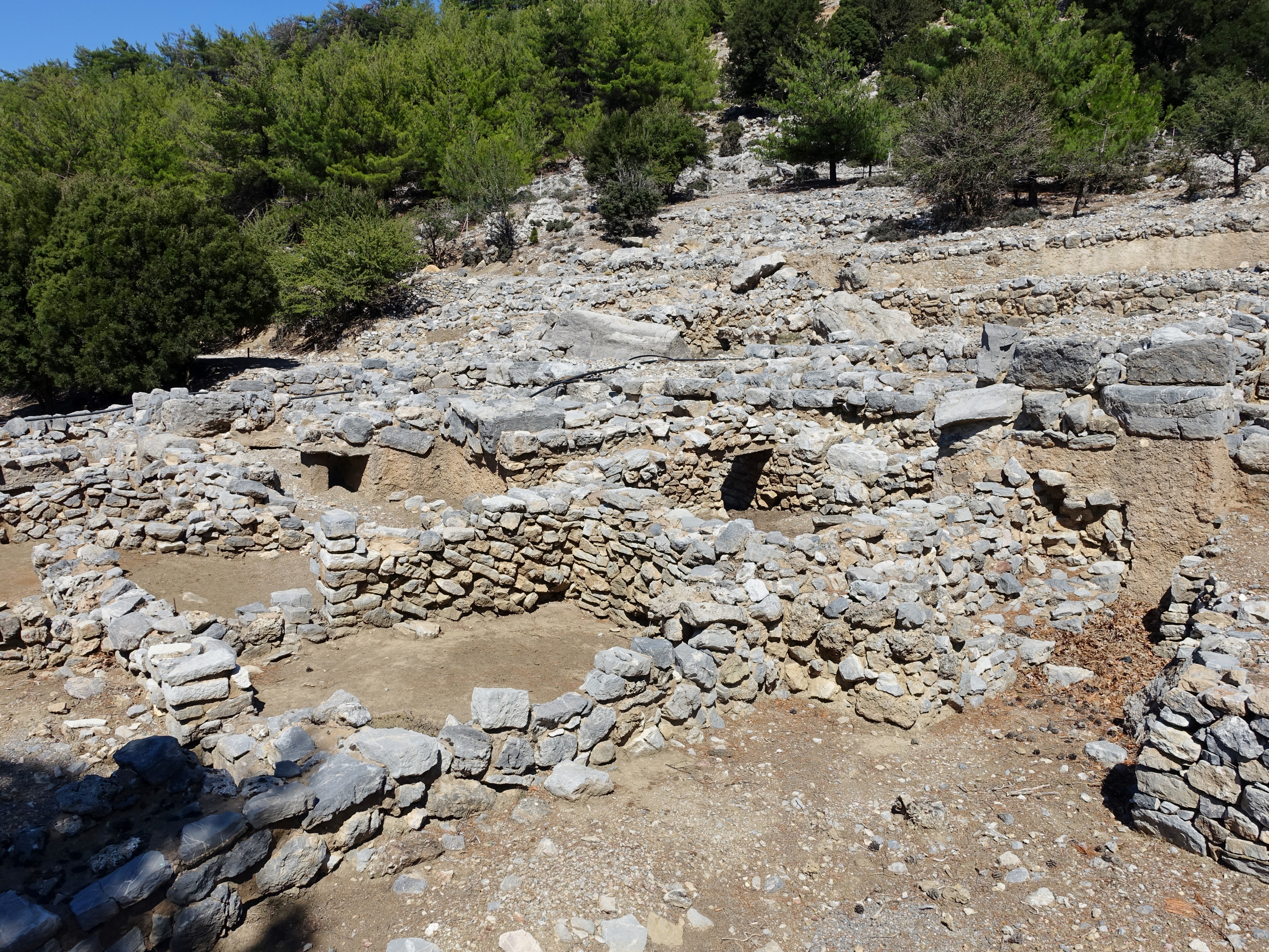
Vista en direcció a l'altar

Els primers indicis d'activitat en el jaciment es remunten a l'època prepalatina, més concretament al període del mil·lenni III d'al voltant del 2100-2000 abans de la nostra era, i a major escala, el període palatí antic del mil·lenni II (c. 1900-1800 ae). Les restes constructives més antigues daten del c. 1800-1700 ae. El santuari fou reconstruït en el període palatí recent (c. 1750-1450 ae), possiblement després d'un terratrèmol. No va ser pas abandonat al final del període minoic, possiblement perquè no estava connectat a cap centre palatí, per la seua ubicació. El santuari fou renovat en el període protogeomètric, és a dir, en l'edat del ferro antiga, incloent-hi la construcció d'un nou altar com a centre.

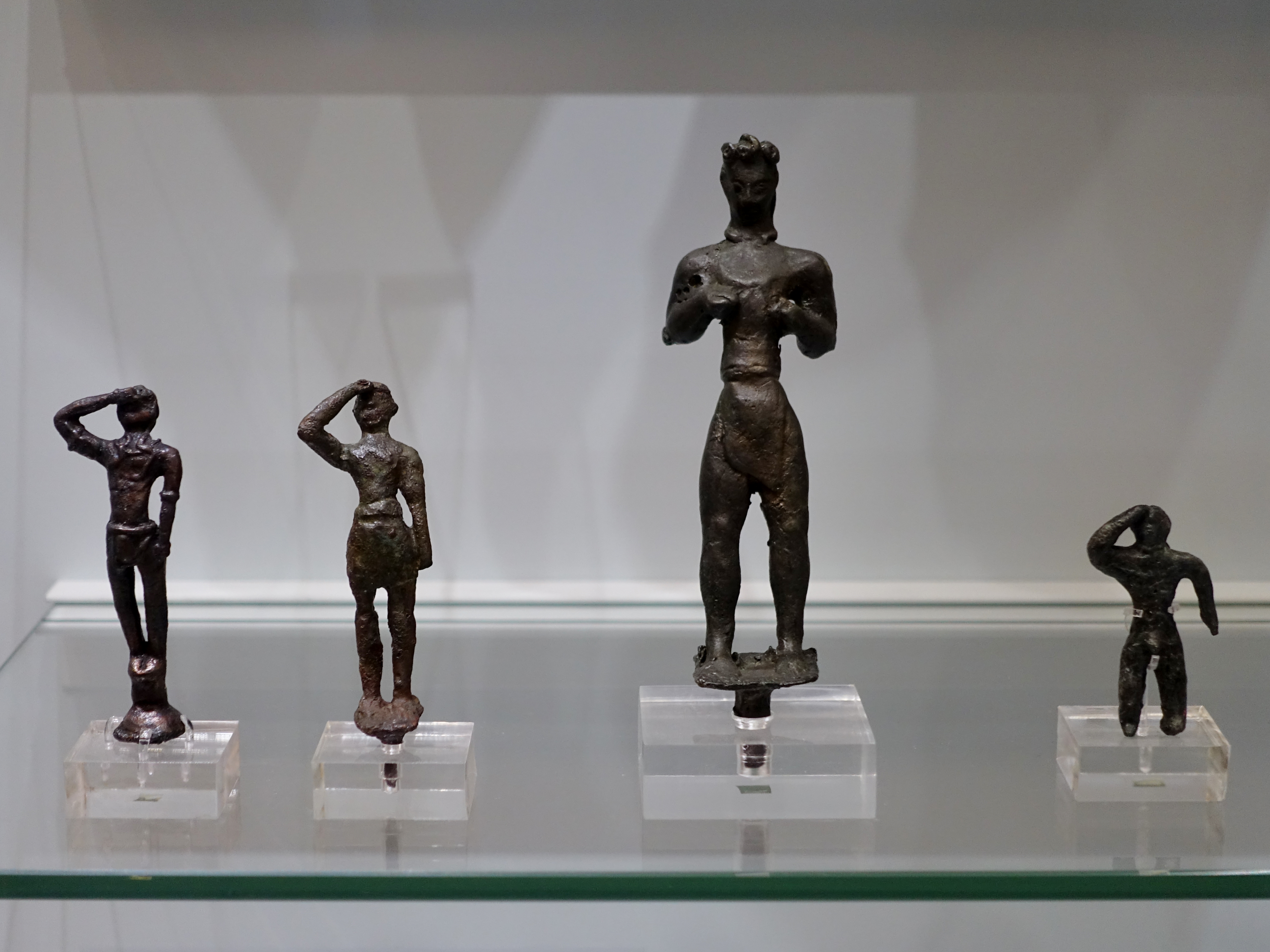
Estatuetes de bronze del santuari. Museu Arqueològic de Càndia (Heraclió)

No hi ha pas informació sobre la deïtat del lloc en el període minoic perquè manca de figures femenines típiques (tot i que a voltes s'ha dit que el culte estava dedicat a una dea mare). D'acord amb les troballes dels exvots, el culte sembla haver estat reservat a una deïtat masculina. En l'Antiguitat, el culte del santuari es transformà en un culte a Hermes i Afrodita. Els primers indicis d'un culte a Hermes i a una dea en el lloc es remunten als anys 900 abans de la nostra era, tot i que les primeres proves del nom Hermes es troben en inscripcions dels anys 500 ae. L'epítet local era Cedrites. Els primers indicis que la dea del jaciment fou interpretada com a Afrodita daten del període hel·lenístic. En l'Antiguitat, el santuari era a prop de la polis de Viannos, però no se sap si el santuari estava realment sota la seua jurisdicció. Si s'ha de jutjar pels exvots i les inscripcions, el santuari sembla haver estat cretenc. En el segle i, sembla haver retrocedit fins a convertir-se en un santuari local.
El lloc del santuari continuà utilitzant-se en certa manera per al culte, fins i tot en la primera època cristiana, perquè en els anys 500 o 600 s'hi van construir dues esglésies. El santuari fou descobert per casualitat durant unes excavacions del 1972. Les excavacions arqueològiques que començaren immediatament després les va dirigir Angeliki Lebessi, i han continuat fins a mitjan dècada del 2000.

## Edificis i troballes
El santuari és al vessant sud de la muntanya Dikti, a uns 1.130 metres, a uns cinc km al nord-est del llogaret de Kato Simi. A prop del jaciment flueix una deu, que ha donat al lloc el nom modern de Krýa Vrýsi. La font també era important per al santuari i pot haver estat un factor a l'hora de determinar-ne la ubicació. Com que el santuari no estava situat pas en un cim, sinó en un vessant, difereix del típic santuari al cim d'una muntanya de la religió minoica.

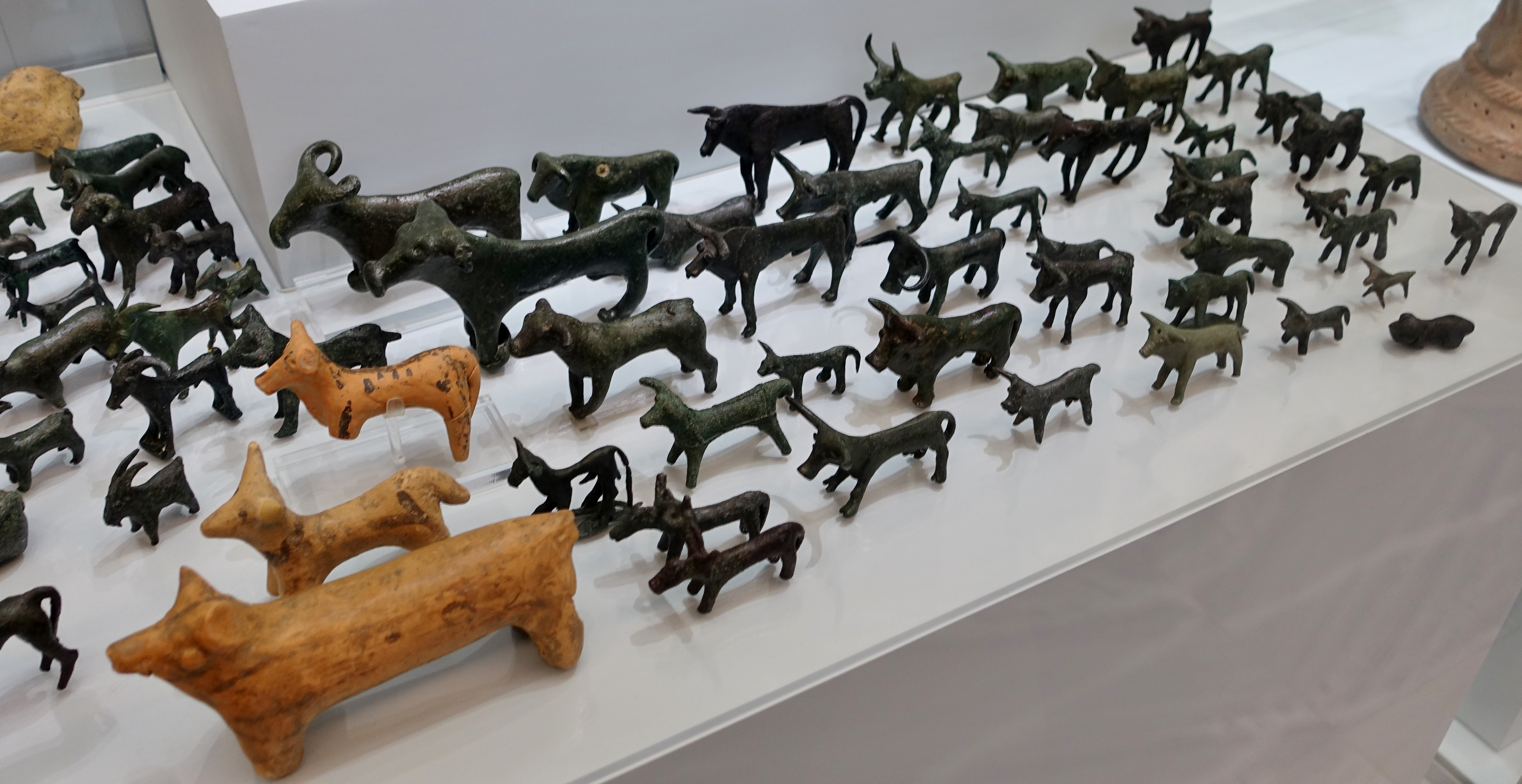
Figures d'animals d'argila i bronze. Museu Arqueològic d'Heraclió

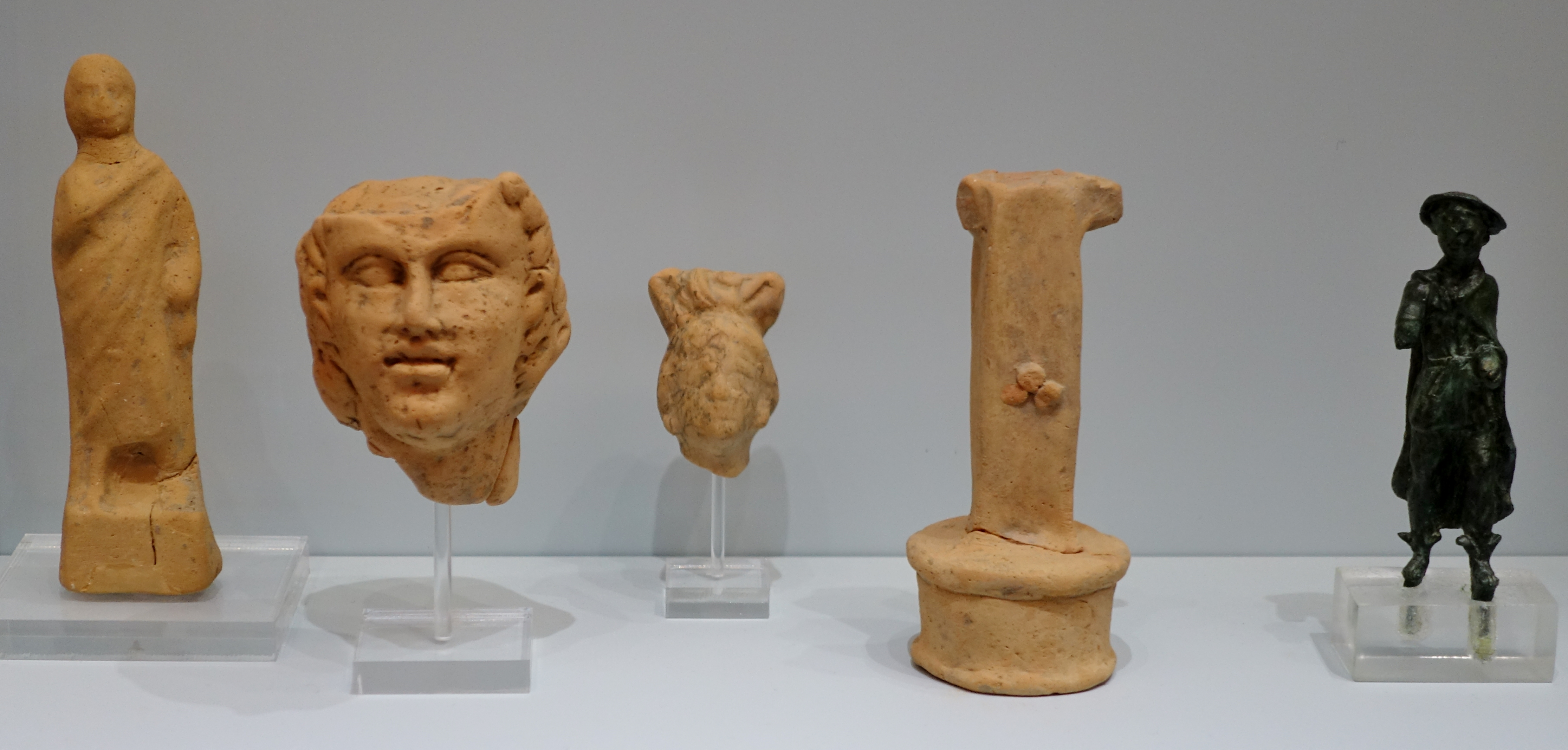
Estatuetes d'Hermes. Museu Arqueològic d'Heraclió

El santuari era gran, i només se n'ha excavat una petita part: devia tenir uns 9.350 m² metres quadrats, dels quals s'han excavat uns 1.250. Per això, i per la llarga història del jaciment, no és possible fer-se una idea completa de la seua evolució. El fet que cada fase estiga representada per una fina capa arqueològica, sovint barrejada amb vestigis de construcció d'altres períodes; els canvis provocats per l'agricultura i la recuperació de terres; i els canvis causats per la pluja i els corrents d'aigua, també han causat problemes en les excavacions.
El santuari, del període palatí recent, estava envoltat pel mur rectangular d'un tèmenos. Un corredor en conduïa a l'entrada. Les troballes més recents són un altar d'uns 2,7 m × 2,2 m al bell mig del santuari del primer mil·lenni abans de la nostra era, i les restes de molts sacrificis associats. Al voltant de l'altar hi ha restes de nombrosos edificis de diferents èpoques. Alguns n'eren oberts i altres coberts. També hi ha molts indicis de moviments de terra en el jaciment.
Hi ha objectes de tot el període d'ús del santuari. S'han trobat moltes tauletes de libació minoiques, algunes amb inscripcions en lineal A, i recipients de culte. Les troballes indiquen que s'hi feien àpats comunals associades al culte. I també inclouen un gran nombre d'exvots tant de l'edat del bronze com de la del ferro. N'hi ha, en particular, estatuetes de figures humanes i d'animals. La majoria de les humanes són masculines, i això suggereix que el culte del santuari era sobretot masculí. Les troballes són ara al Museu Arqueològic de Càndia (Heraclió).